# Greek Monuments Tour 2021
Greek Monuments Tour 2021 er den første udgave af det græske etapeløb Greek Monuments Tour. Cykelløbets fire etaper bliver kørt fra 23. til 26. september 2021. Løbet er en del af UCI Europe Tour 2021.

## Etaperne
| Etape    | Dato     | Start – Mål           | type | Afstand (km) | Etapevinder | Førende rytter |
| -------- | -------- | --------------------- | ---- | ------------ | ----------- | -------------- |
| 1. etape | 23. sep. | Olympia – Messini     |      |              |             |                |
| 2. etape | 24. sep. | Kalamata – Mykene     |      |              |             |                |
| 3. etape | 25. sep. | Nafplio – Acrocorinth |      |              |             |                |
| 4. etape | 26. sep. | Eleusis – Athen       |      |              |             |                |

### 1. etape
| Olympia - Messini |  | () |

| \| Etaperesultat \| Etaperesultat \| Etaperesultat \| Etaperesultat \| Etaperesultat \| \| Rytter \| Rytter \| Hold \| Tid \| \| \| ------------- \| ------------- \| ------------- \| ------------- \| ------------- \| |        |      |     |
| |        |      |     |
| Kilde: ProCyclingStats |        |      |     |
| Etaperesultat |        |      |     |
| Rytter | Rytter | Hold | Tid |

| \| Samlede stilling \| Samlede stilling \| Samlede stilling \| Samlede stilling \| Samlede stilling \| \| Rytter \| Rytter \| Hold \| Tid \| \| \| ---------------- \| ---------------- \| ---------------- \| ---------------- \| ---------------- \| |        |      |     |
| |        |      |     |
| Kilde: ProCyclingStats |        |      |     |
| Samlede stilling |        |      |     |
| Rytter | Rytter | Hold | Tid |

### 2. etape
| Kalamata - Mykene |  | () |

| \| Etaperesultat \| Etaperesultat \| Etaperesultat \| Etaperesultat \| Etaperesultat \| \| Rytter \| Rytter \| Hold \| Tid \| \| \| ------------- \| ------------- \| ------------- \| ------------- \| ------------- \| |        |      |     |
| |        |      |     |
| Kilde: ProCyclingStats |        |      |     |
| Etaperesultat |        |      |     |
| Rytter | Rytter | Hold | Tid |

| \| Samlede stilling \| Samlede stilling \| Samlede stilling \| Samlede stilling \| Samlede stilling \| \| Rytter \| Rytter \| Hold \| Tid \| \| \| ---------------- \| ---------------- \| ---------------- \| ---------------- \| ---------------- \| |        |      |     |
| |        |      |     |
| Kilde: ProCyclingStats |        |      |     |
| Samlede stilling |        |      |     |
| Rytter | Rytter | Hold | Tid |

### 3. etape
| Nafplio - Acrocorinth |  | () |

| \| Etaperesultat \| Etaperesultat \| Etaperesultat \| Etaperesultat \| Etaperesultat \| \| Rytter \| Rytter \| Hold \| Tid \| \| \| ------------- \| ------------- \| ------------- \| ------------- \| ------------- \| |        |      |     |
| |        |      |     |
| Kilde: ProCyclingStats |        |      |     |
| Etaperesultat |        |      |     |
| Rytter | Rytter | Hold | Tid |

| \| Samlede stilling \| Samlede stilling \| Samlede stilling \| Samlede stilling \| Samlede stilling \| \| Rytter \| Rytter \| Hold \| Tid \| \| \| ---------------- \| ---------------- \| ---------------- \| ---------------- \| ---------------- \| |        |      |     |
| |        |      |     |
| Kilde: ProCyclingStats |        |      |     |
| Samlede stilling |        |      |     |
| Rytter | Rytter | Hold | Tid |

### 4. etape
| Eleusis - Athen |  | () |

| \| Etaperesultat \| Etaperesultat \| Etaperesultat \| Etaperesultat \| Etaperesultat \| \| Rytter \| Rytter \| Hold \| Tid \| \| \| ------------- \| ------------- \| ------------- \| ------------- \| ------------- \| |        |      |     |
| |        |      |     |
| Kilde: ProCyclingStats |        |      |     |
| Etaperesultat |        |      |     |
| Rytter | Rytter | Hold | Tid |